# البيت المسكون 2 (مسرحية)
مسرحية البيت المسكون 2 من تأليف وإخراج:عبد العزيز المسلم ـ تصميم الاستعراض: علي الفرحان وهي تكمله للجزء الأول منها الذي قدم سنة 96، وعرضت لمدة عامين بالكويت والبحرين 2001\2002و إسبوعين مع بداية عام 2003 بالكويت، حققت نجاح كبير جداً بسبب النص القوي ووجود فنانين عمالقة امثال غانم الصالح، أنتصار الشراح، عبد العزيز المسلم.

## الأحداث
يدور صراع بين زوج وزوجته حول ملكية بيت يبدو فيه اشباح. 
هل هي أشباح حقيقية وهل لدينا بيوت مسكونة؟؟!!
أحداث شيقة ومواقف كوميدية تشاهدونها من خلال هذا العمل المسرحي الكبير.
لاقت هذه المسرحية اعجاب الجمهور والنقاد عندما عرضت على خشبة المسرح. وحصدت أربع جوائز تقديرية من دولة الكويت لأفضل ممثل للفنان عبد العزيز المسلم، أفضل إخراج مسرحي، أفضل ديكور وأفضل تقنيات وخدع مسرحية.

## بطولة
غانم الصالح وعبد العزيز المسلم وانتصار الشراح،
مع عماد العكاري وسعيد الملا وعلي الفرحان.

## حقائق
خامس مسرحية رعب وهي رائعه تضم الخدع المميزة والمؤثرات العالية الجودة واستخدم فيها ديكور ثلاثي الأبعاد. 
تغيرات : بعدما عرضت بالكويت لمدة موسم وفي البحرين في بداية الموسم الثاني سنة 2002 عاود عرضها في بداية سنة 2003 في الكويت لمدة اسبوعين فقط تقريبا وهنا اعتذر عماد العكاري واخذ دوره عبد الرحمن العقل والعرض المصور كان بوجود عماد العكاري.
.

## روابط لها علاقة
- البيت المسكون
- الخيران رايح جاي
- البيت المسكون (سلسلة)

| سبقه سوق شرق | أعمال مسرح السلام 2001 و2002 | تبعه الرجل الذئب |